# Хабаров, Андрей Александрович
Андрей Александрович Хабаров (1919—1998) — советский строитель, каменщик, Герой Социалистического Труда.

## Биография
Родился в 1919 году в деревне Ворониха, ныне Курмышского района Нижегородской области.
В 1936 году приехал в Казань, начал трудиться на городских стройках. Сначала работал каменщиком треста № 14. В годы Великой Отечественной войны он возводил корпуса новых заводов. После войны Андрей Хабаров стал опытным каменщиком, специализировавшемся на кирпичной кладке. В 1953 году был назначен бригадиром комплексной бригады.
Когда в Казани стало развиваться крупнопанельное домостроение, Хабаров овладел специальностью строителя-монтажника и возглавил бригаду монтажников крупнопанельного домостроения. До 1979 года трудился в строительно-монтажном управлении Казанского строительного треста № 1 крупнопанельного домостроения.
После выхода на пенсию жил в Казани. Умер в 1998 году.

## Награды
- 9 августа 1958 года каменщику строительно-монтажного управления № 3 строительно-монтажного треста № 14 Татарского совнархоза А. А. Хабарову было присвоено звание Героя Социалистического Труда с вручением ордена Ленина (за выдающиеся успехи, достигнутые строительстве и промышленности строительных матералов).[2]
- Также награждён медалями СССР.